# Biniam Girmay
Biniam Girmay (tigrinya: ቢኒያም ጅግና)  (Asmara, 2 d'abril de 2000) és un ciclista eritreu, professional des del 2020.
Després de descobrir el ciclisme seguint el seu cosí Meron Teshome, Girmay es va incorporar al Centre mundial del ciclisme el 2018, en el que era el seu segon any de júnior. A França es va distingir per guanyar en solitari la primera etapa del Tour de la Vallée de la Trambouze. Aquell mateix any es va convertir en triple campió africà júnior, en ruta, contrarellotge i contrarellotge per equips. També va guanyar la primera etapa de l'Aubel-Thimister-Stavelot, per sorpresa de tots, per davant Remco Evenepoel.
El 2019 va aconseguir les seves primeres victòries com a professional, una etapa a la Tropicale Amissa Bongo i al Tour de Ruanda. Aquests bons resultats el van dur a fitxar per l'equip continental professional Nippo-Delko-Marseille Provence a finals de setembre.
Amb el Delko va tenir actuacions destacables durant tot l'any 2020, com ara una segona posició al Trofeu Laigueglia i al Tour del Doubs o la quarta posició al Giro de la Toscana. El 24 de setembre el seu equip va anunciar la pròrroga del seu contracte fins al 2024. El desembre de 2020 va ser nomenat corredor africà de l'any per un jurat presidit per Bernard Hinault.
Durant el 2021 continuà amb resultats notables, però davant els problemes econòmics del Delko va decidir desfer-se dels seus millors ciclistes. Girmay va deixar l'equip al maig després de la Volta a Astúries. El 6 d'agost de 2021 l'equip belga Intermarché-Wanty-Gobert Matériaux va anunciar la seva arribada amb un contracte fins al 2024.
El 27 de març de 2022 es va convertir en el primer ciclista africà en guanyar una clàssica amb llambordes en guanyar a l'esprint la Gant-Wevelgem. També es converteix en el primer eritreu a guanyar una cursa del World Tour. El 30 d'abril el seu contracte amb Intermarché-Wanty-Gobert Matériaux fou prorrogat fins al 2026.
El 17 de maig va guanyar la 10a etapa del Giro d'Itàlia. A la fi d'una etapa lleugerament muntanyosa Girmay, formant part d'un petit grup d'escapats, va llançar l'esprint a 300 metres de l'arribada sense que Mathieu van der Poel el pogués superar. Durant la cerimònia d'entrega dels premis va ser ferit a l'ull esquerre en obrir una ampolla de prosecco. Poc després va ser traslladat a l'hospital i es va veure obligat a abandonar la cursa per precaució ja que les exploracions realitzades havien detectat hemorràgies internes que li pertorbaven la visió.
El 2024 es va imposar a la Surf Coast Classic i al Circuit francobelga abans d'aconseguir les victòries més importants de la seva carrera: la tercera i la vuitena etapes del Tour de França. Amb aquests triomfs, Girmay aconseguí la primera victòria d'un ciclista africà negre en tota la història del Tour de França. A més, a la fi de la cinquena etapa esdevingué el líder de la classificació per punts i l'endemà esdevingué el primer ciclista africà que vestia el mallot verd.

## Palmarès
- 2018
  - Campió d'Àfrica en ruta júnior
  - Campió d'Àfrica en contrarellotge júnior
  - Campió d'Àfrica en contrarellotge per equips júnior, amb Tomas Goytom, Hager Andemaryam i Natan Medhanie
  - Vencedor d'una etapa al Tour de la vall de la Trambouze
  - Vencedor d'una etapa a l'Aubel-Thimister-Stavelot
- 2019
  -  Campió d'Eritrea de contrarellotge sub-23
  - Vencedor d'una etapa a la Tropicale Amissa Bongo
  - Vencedor d'una etapa al Tour de Rwanda
- 2020
  - Vencedor de 2 etapes a la Tropicale Amissa Bongo
- 2021
  - 1r a l'UCI Àfrica Tour
  - 1r a la Classic Grand Besançon Doubs
  - Medalla de plata al Campionat del món en ruta sub-23
- 2022
  -  Campió d'Eritrea en ruta
  -  Campió d'Eritrea de contrarellotge
  - 1r al Trofeu Alcúdia-Port d'Alcúdia
  - 1r a la Gant-Wevelgem
  - Vencedor d'una etapa al Giro d'Itàlia
- 2023
  - Vencedor d'una etapa a la Volta a la Comunitat Valenciana
  - Vencedor d'una etapa a la Volta a Suïssa
- 2024
  - 1r a la Surf Coast Classic
  - 1r al Circuit francobelga
  - Vencedor de tres etapes al Tour de França

### Resultats al Giro d'Itàlia
- 2022. No surt (12a etapa). Vencedor d'una etapa
- 2024. Abandona (4a etapa).

### Resultats al Tour de França
- 2023. 125è de la classificació general
- 2024. 113è de la classificació general. Vencedor de tres etapes